# Jüdischer Friedhof Neumagen
Der jüdische Friedhof Neumagen ist ein Friedhof in der Ortsgemeinde Neumagen-Dhron im Landkreis Bernkastel-Wittlich in Rheinland-Pfalz.
Der jüdische Friedhof liegt im Ortsteil Dhron an der ehemaligen Gemeindegrenze zu Neumagen westlich direkt an der Realschulstraße schräg gegenüber dem Haus Realschulstraße 19.
Auf dem 3671 m² großen Friedhof, der spätestens im Jahr 1578 angelegt und bis zum Jahr 1940 belegt wurde, befinden sich 126 Grabsteine. Die Grabsteine des 19./20. Jahrhunderts liegen auf einer Erweiterungsfläche zum ursprünglich kleineren Friedhof. Der Friedhof war Begräbnisplatz auch für die in den umliegenden Gemeinden lebenden Juden aus Piesport, Neumagen und Thalfang. Bei einer Friedhofschändung im Jahr 1931 wurden 9 Grabsteine umgeworfen.